# Symphyogyna circinata
Symphyogyna circinata là một loài rêu trong họ Pallaviciniaceae. Loài này được Nees & Mont. mô tả khoa học đầu tiên năm 1836.
Danh pháp khoa học của loài này chưa được làm sáng tỏ. 